# یوهان یاکوب بدمر
یوهان یاکوب بدمر (انگلیسی: Johann Jakob Bodmer؛ ۱۹ ژوئیهٔ ۱۶۹۸ – ۲ ژانویهٔ ۱۷۸۳) یک شاعر اهل آلمان بود.